# Baqershahr
Bāqershahr (farsi باقرشهر) è una città dello shahrestān di Rey, circoscrizione di Kahrizak, nella provincia di Teheran in Iran. Aveva, nel 2006, una popolazione di 52.575 abitanti.